# Afrofuturismus

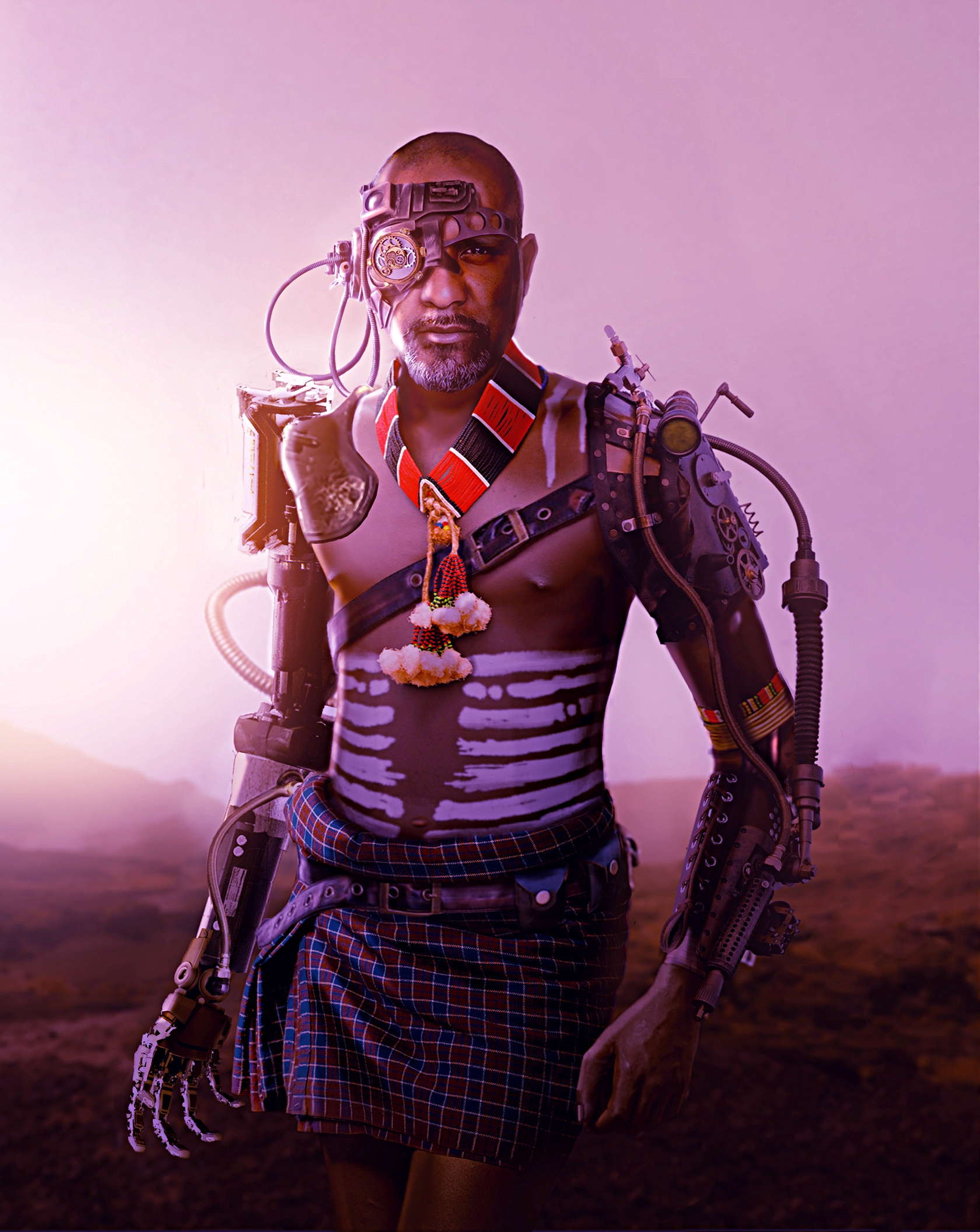
Serengeti Cyborg, von Fanuel Leul

Afrofuturismus ist eine literarische und kulturelle Ästhetik, welche Elemente aus Science-Fiction, historischen Romanen, Fantasy, Afrozentrizität und magischem Realismus mit nichtwestlichen Kosmologien kombiniert, um nicht nur heutige Dilemmata von People of Color zu kritisieren, sondern auch um historische Ereignisse aus der Vergangenheit zu bearbeiten, zu befragen und erneut zu prüfen. Der Begriff wurde zuerst von Mark Dery 1993 geprägt und in den späten 1990ern durch Konversationen, geführt von Alondra Nelson, weiter erforscht. Afrofuturismus adressiert Themen und Anliegen der Afrikanischen Diaspora durch eine technokulturelle und von Science-Fiction geprägte Sicht und umfasst eine Reihe von Medien und Künstlern, die ein Interesse an der Vergegenwärtigung von dunklen Zukünften, welche sich von afrodiasporischen Erfahrungen ableiten, teilen. Einflussreiche afrofuturistische Werke beinhalten die Romane von Samuel R. Delany und Octavia Butler; die Gemälde von Jean-Michel Basquiat und die Fotografien von Renée Cox; sowie die eindeutig außerirdischen  Mythen von Parliament-Funkadelic, der Jonzun Crew, Warp 9 und Sun Ra. Einfluss auf den Afrofuturismus übte auch Louis Chude-Sokei aus.

## Geschichte
Afrofuturismus lässt sich in künstlerischen, wissenschaftlichen und spirituellen Tätigkeiten der Afrikanischen Diaspora erkennen. Beispiele sind die Dark Matter Anthologien, welche zeitgenössische Black Sci-Fi herausbringen, aber auch ältere Werke von W. E. B. Du Bois, Charles W. Chesnutt und George S. Schuyler. Seit der Begriff 1994 vorgestellt wurde, ist selbst-bezeichnete afrofuturistische Praxis zunehmend allgegenwärtig geworden.

### Entwicklung Mitte bis spätes 20. Jahrhundert
Die afrofuturistische Annäherung an Musik wurde zuerst vom US-amerikanischen Jazzmusiker Sun Ra vorgetragen. Geboren in Alabama, verschmolz Sun Ra bereits im Chicago Mitte der 1950er Jahre Musik, welche aus Hard Bop und modalen Quellen bestand, wobei eine neue Synthese entstand, welche afrozentristische und weltraumbezogene Titel nutzte, um Sun Ras Verbindung zur antiken afrikanischen Kultur, besonders zu der Ägyptens, und die Vorreiterrolle des Weltraumzeitalters zu reflektieren. Der Film Space Is the Place, zu dem Ra das Drehbuch und den Soundtrack beisteuerte sowie selbst die Hauptrolle spielte, zeigt die Arkestra in Oakland Mitte der 1970er in voller Weltraumaufmachung, mit viel Science-Fiction-Symbolik sowie komischem und musikalischem Material. Amiri Baraka zufolge habe Sun Ra erklärt, dass unser Planet eine primitive Welt sei. Ihre Praktiken, ihr Glaube, ihre Religionen wären ungebildet, unaufgeklärt, brutal, zerstörerisch und gehörten bereits der Vergangenheit an. Sun Ra erklärte, er sei hierher zurückgekehrt, nur um zu sagen, dass er gegangen sei. In den Weltraum, in dem die Zukunft läge.
Afrofuturistische Ideen wurden 1975 von George Clinton und seinen Bands Parliament und Funkadelic mit seinem Album Mothership Connection und den darauffolgenden Alben The Clones of Dr. Funkenstein, P Funk Earth Tour, Funkentelechy Vs. the Placebo Syndrome und Motor Booty Affair aufgegriffen. Im thematischen Fundament der P-Funk-Mythologie („pure cloned funk“) sprach Clinton als sein Alter Ego Starchild von „certified Afronauts, capable of funkitizing galaxies.“
William Gibsons Neuromancer beschreibt Zion, eine Rastafari-Raumstation bevölkert von Vertriebenen der Erde und Wohnstätte von Maelcum, einem Dub-Liebhaber und einer der Hauptfiguren des Romans.
Weitere Musiker, die typischerweise in der afrofuturistischen Tradition arbeiten oder durch sie stark beeinflusst wurden, sind die Reggaeproduzenten Lee „Scratch“ Perry und Scientist, die Hip-Hop Künstler Afrika Bambaataa und Tricky, Elektromusiker wie Larry Heard, A Guy Called Gerald, Juan Atkins, Jeff Mills oder auch Lotti Golden und Richard Scher, die Elektro-Hip-Hop-Produzenten und Autoren von Warp 9s Light Years Away, einer Science-Fiction-Geschichte über einen vorzeitlichen Alienbesuch, welche als ein „cornerstone of early 80's beatbox afrofuturism“ gewertet wurde.

### Kulturelle Kritik in den 1990ern
In den frühen 1990ern begannen verschiedene Kulturkritiker, vor allem Mark Dery in seinem Essay Black to the Future von 1994, über die Merkmale zu schreiben, die sie in verbreiteter afroamerikanischer Science-Fiction, Musik und Kunst sahen. Dery bezeichnete dieses Phänomen als „Afrofuturismus“. Dem Kunstkritiker Kodwo Eshun zufolge theorisierte der britische Journalist Mark Sinker eine Form des Afrofuturismus in The Wire, einem britischen Musikmagazin, schon im Jahre 1992.
Afrofuturistische Ideen wurden unter anderem von Akademikern wie Alondra Nelson, Greg Tate, Tricia Rose und Kodwo Eshun weiterentwickelt. Alondra Nelson erklärte Afrofuturismus als eine Betrachtung der niedrigen gesellschaftlichen Position von People of Color (PoC), in deren Kontext Themen wie Entfremdung, die Erfahrung von „Andersartigkeit“ und „Fremdsein“ sowie die Erwartungen an eine mögliche utopische Zukunft behandelt werden. Zusätzlich merkt Nelson an, dass die Darstellung von PoC in den Medien die Problematik der digitalen Kluft oft unkritisch übernimmt und so die Assoziation zwischen Ethnie, ökonomischer Ungleichheit und begrenztem Zugriff auf Technologie verstärkt. Diese Assoziation bewirke, dass „Schwarzsein“ immer als gegensätzlich zur „technologiegetriebenen Chronik des Fortschritts“ der westlichen Welt wahrgenommen werde. Afrofuturismus kritisiert zudem die Erwartung, dass neue Kommunikationsformen über das Internet zu einer Welt „gesichtsloser Individuen“ führen und so indirekt die Stigmatisierung von PoC beenden könnten. Stattdessen müsse die Identität eines Menschen getrennt von seiner Herkunft und Ethnie betrachtet werden.

### 21. Jahrhundert
Janelle Monáe versuchte gezielt, Afrofuturismus wieder in den Vordergrund der zeitgenössischen urbanen Musik zurückzubringen. Ihre bis dahin bedeutendsten Werke schlossen die Musikvideos Prime Time und Many Moons ein, welche eine Welt von Cyborgs und der Modeindustrie als eine Metapher für Sklaverei und Freiheit behandeln. Zu ihren Einflüssen zählten Metropolis, Blade Runner und Star Wars. Andere Künstler, die seit dem neuen Jahrtausend aufkamen und als afrofuturistisch bezeichnet wurden, waren unter anderem dBridge, SBTRKT, Shabazz Palaces, Heavyweight Dub Champion und Drexciya (mit Gerald Donald).
Chicago beheimatete eine lebhafte Gemeinschaft von Künstlern, die sich mit Afrofuturismus beschäftigen. Nick Cave, bekannt für sein Projekt Soundsuits, half als Direktor des Modestudiengangs an der School of the Art Institute of Chicago dabei, junges Talent zu entwickeln. Andere Künstler sind zum Beispiel der bildende Künstler Hebru Brantley oder der zeitgenössische Künstler Rashid Johnson, der aus Chicago kam und später in New York lebte. 2013 schrieb die Chicagoerin Ytasha Womack die Studie Afrofuturism: The World of Black Science Fiction and Fantasy, und William Hayashi (der selbst kein Afroamerikaner ist) veröffentlichte zwei Bände seiner Darkside Trilogy, in der Amerika herausfindet, dass Afroamerikaner schon lange vor der Landung Neil Armstrongs heimlich auf der Rückseite des Mondes lebten. Dies ist eine extreme Sichtweise auf Segregation, herbeigeführt durch technologisch fortgeschrittene People of Color. Krista Franklin, Mitglied des Arts Incubator der Universität von Chicago, beschäftigte sich in den 2010er Jahren mit der Verbindung zwischen Afrofuturismus und dem Grotesken in ihren schriftlichen und bildhaften Werken mit Webarbeiten und gesammeltem Haar. Zusammen mit Perpetual Rebel, einem weiteren Afrofuturisten, schuf sie eine Audioerzählung namens The Two Thousand and Thirteen Narrative(s) of Naima Brown, welche sich mit Gedanken über Identität und Verwandlung im Kontext mit Haar und afroamerikanischer Kultur beschäftigte.
In den 2010er Jahren wurde der Begriff Afrofuturismus weiter differenziert. Die südafrikanische Schriftstellerin Mohale Mashigo erklärt 2018 in The Johannesburg Review of Books, dass Afrofuturismus nichts für Afrikanerinnen und Afrikaner ist, die in Afrika leben. Für Mashigo stellen unterschiedliche Kontexte auch unterschiedliche Anforderungen an die Form, mit der Schriftstellerinnen und Künstler sich eine Zukunft vorstellen oder sie vorstellbar machen können. Sie äußert Kritik an der Verwendung des afrikanischen Kontinents als bloßen Hintergrund oder Schauplatz. Die Schriftstellerin Nnedi Okorafor stimmt Mashigo in gewisser Weise zu und erklärt, dass sie zwar früher den Begriff „Afrofuturismus“ als Label für ihre literarische Arbeit akzeptiert hat, sich nun aber im Klaren darüber ist, dass dieser Begriff nicht ihrer Art zu schreiben entspricht. Okorafor findet afrikanischer-Futurismus und afrikanischer-Jujuismus für ihr eigenes Werk viel passender. So wird nun zwischen Afrofuturismus und afrikanischem Futurismus differenziert.
Als afrofuturistisches Werk erreichte der Hollywood-Film Black Panther von Ryan Coogler 2018 den kulturellen Mainstream. Die unter anderem 2019 für ihre Arbeit an dem Film mit dem Oscar für Kostümdesign ausgezeichnete Ruth E. Carter sah Afrofuturismus als Verbindung von Technologie, Imagination, und Ausdruck, um eine Philosophie der Selbsterkenntnis für schwarze Amerikaner, Afrikaner und Ureinwohner jenseits von Sklaverei und Kolonialismus zu finden.
Mit der Black-Lives-Matter-Bewegung erhielt der Afrofuturismus eine neue Dynamik: Er zielt auf sozio-kulturelles Empowerment im Hier und Jetzt; Künstlern, die sich dem Genre verschrieben haben, geht es „um Widerstand durch Imagination“ (Adyam Tesfamariam), um sich so unter Bezug auf die Geschichte in die Zukunft einzuschreiben. Musiker und Bands wie Angel Bat Dawid, Chief Xian aTunde Adjuah, Theo Croker oder die Sons of Kemet gelten als exemplarische Vertreter.

## Themen

### Feminismus
Jared Richardsons Attack of the Boogeywoman: Visualizing Black Women's Grotesquerie in Afrofuturism analysiert, wie Ästhetik als ein Raum für women of color fungiert, um Themen mit Schnittmengen wie Rasse, Geschlecht und Sexualität zu behandeln. Von zeitgenössischen Afrofuturisten wie den Künstlerinnen Wangechi Mutu und Shoshanna Weinberger wird die Repräsentation und Behandlung von Körpern dunkelhäutiger Frauen auf ihre Bestandteile zurückgeführt und zu fremdartigen und grausamen Dimensionen verstärkt.
Beyoncés Kurzfilm Lemonade aus dem Jahr 2016 beinhaltete in seinem Konzept feministischen Afrofuturismus. Der Film featurete Ibeyi, Laolu Senbanjo, Amandla Stenberg, Quvenzhané Wallis, YouTube-Gesangstars Chloe x Halle, Zendaya, Sports Illustrated Sportsperson des Jahres 2015 Serena Williams und die komplexe womanistische Poesie der somalisch-britischen Schriftstellerin Warsan Shire. Der roten Faden ist die Stärkung von afroamerikanischen Frauen mit Bezug auf Ehebeziehungen sowie dem historischen Trauma von der Versklavung der Afroamerikaner zwischen 1619 und 1865 bis zur Reconstruction und Jim Crow (1870–1965). Die Mütter von Trayvon Martin (Sybrina Fulton), Michael Brown (Lesley McFadden), Eric Garner (Gwen Carr) werden gezeigt, wie sie Bilder ihrer verstorbenen Söhne in Erinnerung an die Wichtigkeit ihrer Leben zeigen.

### Das Groteske
Im afro-surrealistischen Manifest wird Afro-Surrealismus dem europäischen Surrealismus gegenübergestellt, wobei europäischer Surrealismus empirisch ist. Es ist vereinbar mit der New Black Aesthetic in der Hinsicht, dass es das Ziel ist zu stören. Es sampelt von alten Kunstwerken und aktualisiert sie mit heutigen Bildern. Diese Technik nimmt in erster Linie diese vergangenen Bilder und die Gefühle, Erinnerungen und Gedanken um sie herum auf und kombiniert sie mit neuen Bildern auf eine Art, dass die aktuelle Generation sie noch erkennt. Sowohl New Black Aesthetic als auch Afrosurrealismus streben Störung an, aber es geht mehr um eine Art „Mutantenpsychologie“. Afrofuturistische Künstler versuchen eine abweichende Schönheit vorzuschlagen, eine Schönheit bei der Entkörperung sowohl unmenschlich, aber auch eindeutig ist; afrofuturistische Künstler spekulieren über die Zukunft, während Afrosurrealismus die Gegenwart behandelt.

### Entfremdung
Afrofuturismus nimmt Repräsentationen gelebter Realität von people of color der Vergangenheit und Gegenwart auf und überprüft die Erzählungen, um neue Wahrheiten außerhalb der dominanten Kulturgeschichte aufzubauen. Durch die Analyse des Auftretens der Entfremdung arbeitet Afrofuturismus daran die afrikanische Diaspora mit ihrer Geschichte und dem Wissen der rassialisierten Körper zu verbinden. Weltraum und Außerirdische fungieren als Schlüsselprodukte der Science-Fiction-Elemente; dunkelhäutige Körper werden als die ersten Außerirdischen aufgrund der Middle Passage vorgestellt. Ihr Außerirdischen-Status bedeutet sowohl in einem fremden Land ohne Geschichte, als auch getrennt von der Vergangenheit zu sein. Dies geschah durch die Tradition der Sklaverei, bei der Sklaven von ihren Sklavenmeistern dazu gezwungen wurden, sich von ihrer Bindung zu Afrika loszusagen.
Kodwo Eshun entdeckte die erste Entfremdung im Kontext der Middle Passage. Er schrieb, dass afrofuturistische Texte Sklaverei und Entfremdung neu erfinden würden, indem sie „Ausserirdischsein als eine übertriebene Trope zur Behandlung von historischen Begriffen, den alltäglichen Implikationen der gewaltsam aufgezwungenen Dislokation und der Verfassung der Black Atlantic Subjektivitäten“ nutzen. Diese Position von dystopischen Zukünften und gegenwärtigen Realitäten platzieren Science Fiction und Romane, die sich um dystopische Gesellschaften drehen, direkt in der Tradition von schwarzen Realitäten.